# Scirtothrips clivicola
Scirtothrips clivicola är en insektsart som beskrevs av Ian A. Hood 1957. Scirtothrips clivicola ingår i släktet Scirtothrips och familjen smaltripsar. Inga underarter finns listade i Catalogue of Life.